# Soester knol

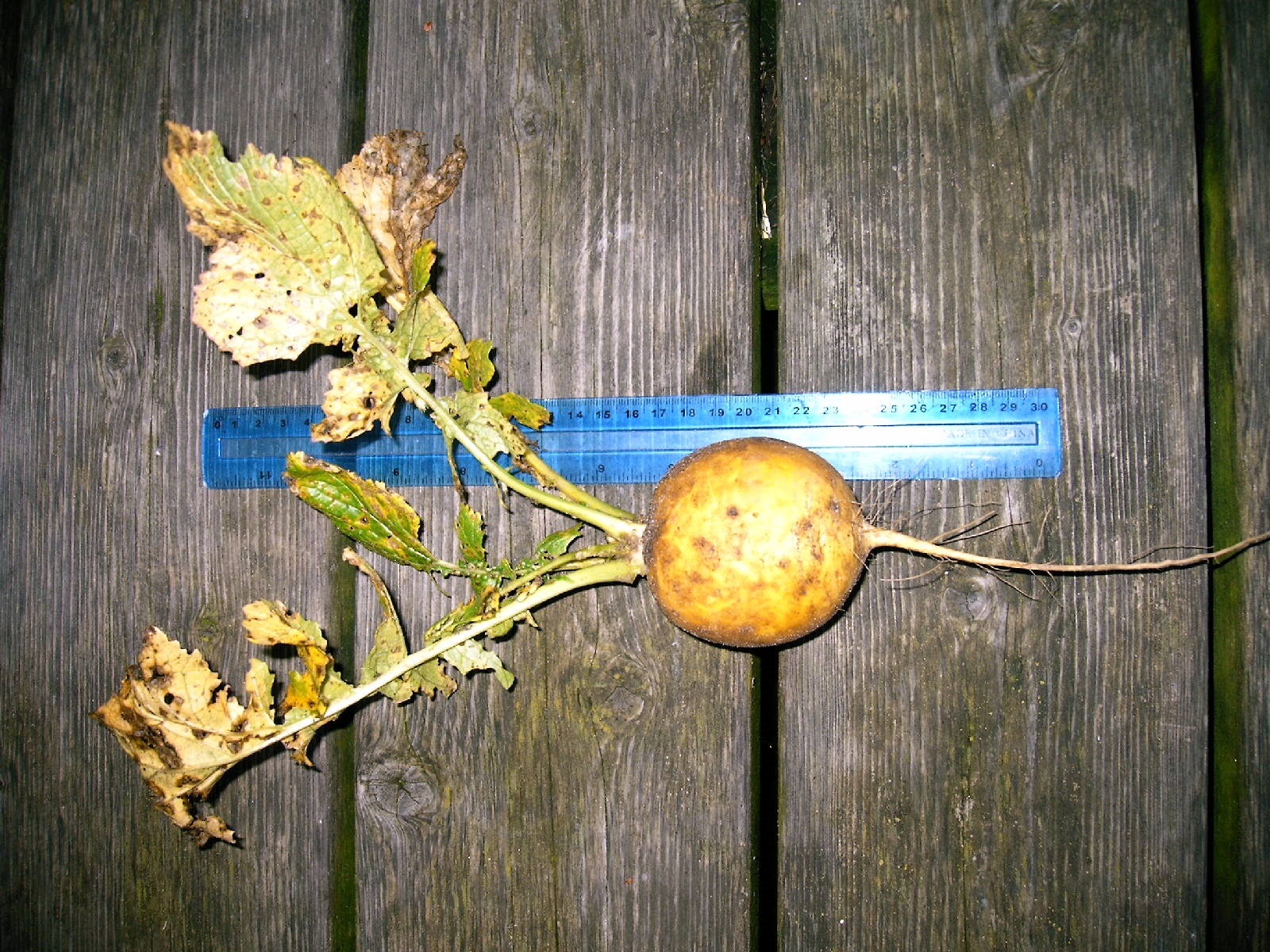
Soester knol

De Soester knol (een cultivar van Brassica rapa) is een knollenras dat in Soest werd geteeld als nagewas.
Er waren twee varianten, de blauwkop die als veevoer werd geteeld, en de gele boterknollen die voor menselijke consumptie waren bestemd. Van die laatste is zowel de buitenkant als het knolvlees goudgeel van kleur.

## Herintroductie
De Soester gele boterknollen moesten het veld ruimen voor de veel grotere voederknollen. Deze knollen zijn echter minder geschikt voor menselijke consumptie. Als veevoer werden en worden zij op hun beurt verdrongen door maïs. Rond 2000 vond boer Kuijer op de zolder van de boerderij van zijn vader een zakje met oliehoudende zaadjes. Na zaaien en oogsten bleken het de oude boterknolletjes van vroeger te zijn. De teelt van de knollen werd weer opgepakt op de Soester Eng, waar ze een onderdeel zijn van het beschermd dorpsgezicht en tegelijk van het Soester agrarisch erfgoed. Na drie jaar voorbereiding werd in december 2004 de Soester knol weer op de markt gebracht.
Omdat de knollen niet lang houdbaar zijn, werden ze geweckt. Op 15 december 2004 werden de eerste weckpotten met knollen overhandigd aan een delegatie van B & W van Soest. Die dag werd ook de eerste 'lading' met paard en boerenwagen bezorgd bij een winkel in Soestdijk. 

## Zaaien
Voor vroege teelt kan gezaaid worden in maart-april, voor herfstteelt in juli-augustus. De plantjes moeten later uitgedund worden op ongeveer 5 cm. De grote Soester knollen werden geteeld als nagewas voor bijvoeding van het vee. Als de rogge, haver en aardappelen van het land waren, werden de knollen (het raapzaad) gezaaid. Het beste tijdstip was bij afnemende maan, liefst op of voor 10 augustus, Sint Laurensdag, de naamdag van Sint Laurens of Sint Laurentius. Het plukken van de knollen gebeurde voor eind december. Bij te laat oogsten wordt de knol smaakloos en waterig. Vandaar het rijmpje:
Wie knollen wil eten
moet Sint Laurens niet vergeten
en als het kindje Jezus is geboren
hebben de knollen hun smaak verloren

## Oogsten
Het loof van de knollen werd als veevoer gebruikt. Het plukken van de knollen gebeurde als de rapen 5-8 cm groot waren maar zeker vóór eind december. Nachtvorst kon de knollensmaak aantasten. Eind 19e eeuw liet men de schapen in de herfst nog over de akkers lopen om het opgeschoten loof van de knollen op te laten eten.

## Heraldiek
In Soest waren boerengeslachten met knollen of rapen in hun familiewapen. Een wapen van de familie Rutgersen wordt beschreven als: Gevierendeeld en bevat naast twee pauwenveren zes rapen of knollen. De pauwenveren silver op keel, de rapen van god op sabel. Dit wapen is mogelijk door het bestuur van het Soester Sint Aagten schutters- of Groot Gaesbeker Gilde gebruikt. De oprichtingsakte van het gilde is er in 1560 mee bezegeld.